# Wilkin County
Das Wilkin County ist ein County im US-amerikanischen Bundesstaat Minnesota. Im Jahr 2020 hatte das County 6506 Einwohner und eine Bevölkerungsdichte von 3,3 Einwohnern pro Quadratkilometer. Der Verwaltungssitz (County Seat) ist Breckenridge.

## Geografie
Das County liegt im Westen von Minnesota am Zusammenfluss von Bois de Sioux River und Otter Tail River zum Red River of the North. Dabei bilden der Bois de Sioux River und der Red River die Grenze zu North Dakota. Unweit der südwestlichen Countygrenze befindet sich der Schnittpunkt der drei Staaten Minnesota, North Dakota und South Dakota. Das County hat eine Fläche von 1947 Quadratkilometern, wovon ein Quadratkilometer Wasserfläche ist. An das Wilkin County grenzen folgende Nachbarcountys:
| Cass County (North Dakota)     | Clay County     |                   |
|                                |                 | Otter Tail County |
| Richland County (North Dakota) | Traverse County | Grant County      |

## Geschichte
Das Wilkin County wurde am 18. März 1858 aus Teilen des Cass County und dem nicht mehr existenten Pembina County gebildet. Benannt wurde es nach Alexander Wilkin, einem Oberst der Unionstruppen, der im Bürgerkrieg fiel.

## Demografische Daten

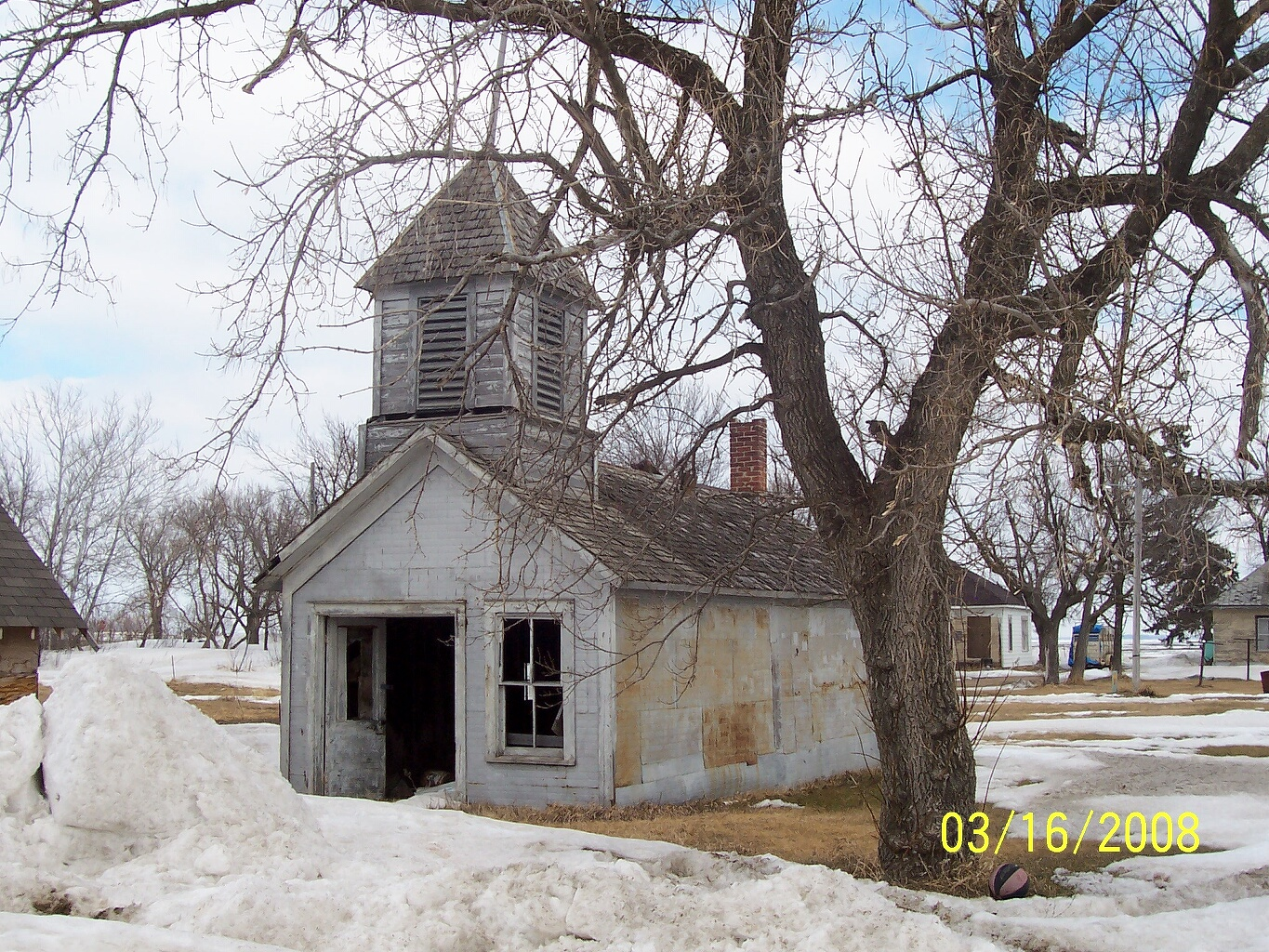
Tenney Fire Hall, gelistet im NRHP

Nach der Volkszählung im Jahr 2010 lebten im Wilkin County 6576 Menschen in 2658 Haushalten. Die Bevölkerungsdichte betrug 3,4 Einwohner pro Quadratkilometer. In den 2658 Haushalten lebten statistisch je 2,43 Personen.
Ethnisch betrachtet setzte sich die Bevölkerung zusammen aus 97,0 Prozent Weißen, 0,3 Prozent Afroamerikanern, 1,2 Prozent amerikanischen Ureinwohnern, 0,4 Prozent Asiaten sowie aus anderen ethnischen Gruppen; 1,0 Prozent stammten von zwei oder mehr Ethnien ab. Unabhängig von der ethnischen Zugehörigkeit waren 2,5 Prozent der Bevölkerung spanischer oder lateinamerikanischer Abstammung.
24,2 Prozent der Bevölkerung waren unter 18 Jahre alt, 57,8 Prozent waren zwischen 18 und 64 und 18,0 Prozent waren 65 Jahre oder älter. 49,3 Prozent der Bevölkerung war weiblich.

Das jährliche Durchschnittseinkommen eines Haushalts lag bei 51.957 USD. Das Pro-Kopf-Einkommen betrug 25.118 USD. 7,0 Prozent der Einwohner lebten unterhalb der Armutsgrenze.

## Ortschaften im Wilkin County
Citys
| - Breckenridge - Campbell - Doran - Foxhome | - Kent - Nashua - Rothsay1 - Wolverton |

Unincorporated Communities
- Brushvale
- Everdell
- Lawndale
- Tenney2

1 – teilweise im Otter Tail County

2 – seit 2011 nicht mehr als selbstständige Kommune inkorporiert

## Gliederung
Das Wilkin County ist in neben den acht Citys in 22 Townships eingeteilt:
| Township              | Einwohner (2010) | FIPS     |
| --------------------- | ---------------- | -------- |
| Akron Township        | 133              | 27-00550 |
| Andrea Township       | 65               | 27-01522 |
| Atherton Township     | 145              | 27-02620 |
| Bradford Township     | 91               | 27-07264 |
| Brandrup Township     | 158              | 27-07372 |
| Breckenridge Township | 255              | 27-07480 |
| Campbell Township     | 57               | 27-09514 |
| Champion Township     | 53               | 27-10828 |
| Connelly Township     | 116              | 27-12970 |
| Deerhorn Township     | 97               | 27-15274 |
| Foxhome Township      | 103              | 27-22220 |

| Township               | Einwohner (2010) | FIPS     |
| ---------------------- | ---------------- | -------- |
| McCauleyville Township | 61               | 27-38924 |
| Manston Township       | 48               | 27-39968 |
| Meadows Township       | 38               | 27-41408 |
| Mitchell Township      | 85               | 27-43522 |
| Nilsen Township        | 60               | 27-46276 |
| Nordick Township       | 87               | 27-46528 |
| Prairie View Township  | 196              | 27-52324 |
| Roberts Township       | 110              | 27-54826 |
| Sunnyside Township     | 136              | 27-63562 |
| Tanberg Township       | 69               | 27-64174 |
| Wolverton Township     | 128              | 27-71410 |